# Segni particolari: bellissimo
Segni particolari: bellissimo è un film italiano del 1983 diretto da Castellano e Pipolo.

## Trama
Mattia è un playboy inguaribile e uno scrittore di successo; due giorni prima del suo matrimonio con Fedora, una delle sue ultime conquiste e maniaca delle pulizie, si reca da un amico prete per confessarsi. Tramite i suoi racconti si ripercorrono gli eventi che l'hanno portato alla decisione di dare una svolta alla sua vita. Le molte avventure che ha vissuto, soprattutto relazioni fugaci con donne bellissime, hanno come motivo conduttore la sua amicizia con Michela Altieri, la giovanissima vicina di casa che finge di essere sua figlia per trarlo d'impaccio quando le sue storie rischiano di diventare troppo serie.
Michela, infatti, dietro pagamento, ha il compito specifico di interpretare una figlia indolente e viziata che trova difetti inesistenti a tutte le donne che Mattia le presenta.
In cambio Mattia cerca di aiutare come può la giovane ragazza che vede come una bambina (le regala una Barbie il giorno dei suoi 18 anni).
Fingendosi idraulico si introduce nell'aula dove Michela sta sostenendo l'esame scritto di italiano per entrare alla scuola hostess con lo scopo di ascoltare la traccia del tema, scriverlo e passarlo alla ragazza dalla finestra con un ingegnoso sistema "aereo" fatto da un rotolo di carta igienica e palloncini.
Addirittura quando Michela verrà sfrattata Mattia l'accoglierà presso la sua abitazione non senza però dividere il letto in due parti innalzando un muro di libri tra i due allo scopo di tenere le distanze.
Nonostante Michela gli abbia rivelato più volte di essere innamorata di lui, Mattia resiste alla tentazione di lasciarsi andare in nome della notevole differenza di età fra loro. Quando Mattia chiede ancora una volta a Michela di interpretare la figlia per mandare via Fedora, questa accetta ma, offesa, stavolta non trova difetti in Fedora bensì la loda salvo, il giorno del matrimonio entrare in chiesa a bordo di una moto e ottenere dal prete il permesso di baciare lo sposo.
Così, di fronte ad una platea esterrefatta, Michela e Mattia si scambiano il loro primo lunghissimo bacio e lui si rende conto di essere innamorato di lei; alla fine Mattia sceglie di sposare Michela, mentre Fedora si consolerà con Claudio, ex spasimante di Michela, decisamente bisognoso di una moglie che lo accudisca, vista la sua tendenza a macchiarsi facilmente i vestiti.

## Colonna sonora

### Tracce
1. The Sound of Love (03:01)
2. Camminata bellissima (04:00)
3. Michela (02:40)
4. Voila (03:12)
5. Spider rossa (01:06)
6. Banana dance (01:04)
7. Bellissimo slow (03:54)
8. Funkissimo bis (01:57)
9. Tuffy (01:44)
10. Bellissimo (03:51)
11. Sport love (01:56)
12. Due passi bellissimi (04:16)
13. Ancora Michela (02:44)
14. Che truffa (03:45)
15. Aerodinamik (01:35)
16. Primo incontro (01:45)
17. Passeggiata in galleria (02:18)
18. Il disco finisce qui (00:14)

## Distribuzione
Il film è stato distribuito nelle sale cinematografiche italiane a partire dal 20 dicembre 1983.

## Accoglienza

### Incassi
Il film risultò 5º campione d'incassi nella stagione cinematografica italiana 1983-84.